# Ітератор (шаблон проєктування)
В об'єктно-орієнтованому програмуванні шаблон проектування ітератор — це шаблон проектування, у якому ітератор використовується для обходу колекції та доступу до елементів колекції. Шаблон ітератора відокремлює алгоритми від колекції; у деяких випадках алгоритми обов'язково залежать від колекції і тому не можуть бути відокремлені.
Наприклад, гіпотетичний алгоритм ЗнайтиЕлемент може бути реалізований загалом за допомогою певного типу ітератора, а не реалізований як специфічний для колекції алгоритм. Це дозволяє використовувати ЗнайтиЕлемент у будь-якій колекції, яка підтримує необхідний тип ітератора.
Шаблон проектування Ітератор є одним із двадцяти трьох відомих шаблонів проектування GoF, які описують, як розв'язувати повторювані проблеми проектування для розробки гнучкого та багаторазового об'єктно-орієнтованого програмного забезпечення, тобто об'єктів, які легше реалізувати, змінити, тестування та повторне використання. Належить до класу шаблонів поведінки.

## Призначення
Надає спосіб послідовного доступу до всіх елементів складеного об'єкта, не розкриваючи його внутрішнього улаштування.

## Мотивація
Складений об'єкт, скажімо список, повинен надавати спосіб доступу до своїх елементів, не розкриваючи їхню внутрішню структуру. Більш того, іноді треба обходити список по-різному, у залежності від задачі, що вирішується. При цьому немає ніякого бажання засмічувати інтерфейс класу Список усілякими операціями для усіх потрібних варіантів обходу, навіть якщо їх усі можна передбачити заздалегідь. Крім того, іноді треба, щоб в один момент часу існувало декілька активних операцій обходу списку.
Все це призводить до необхідності реалізації шаблону Ітератор. Його основна ідея у тому, щоб за доступ до елементів та обхід списку відповідав не сам список, а окремий об'єкт-ітератор. У класі Ітератор означений інтерфейс для доступу до елементів списку. Об'єкт цього класу прослідковує поточний елемент, тобто він володіє інформацією, які з елементів вже відвідувались.

## Застосовність
Можна використовувати шаблон Ітератор у випадках:
- для доступу до змісту агрегованих об'єктів не розкриваючи їхнє внутрішнє улаштування;
- для підтримки декількох активних обходів одного й того ж агрегованого об'єкта;
- для подання уніфікованого інтерфейсу з метою обходу різноманітних агрегованих структур (тобто для підтримки поліморфної ітерації).

## Структура
- Iterator

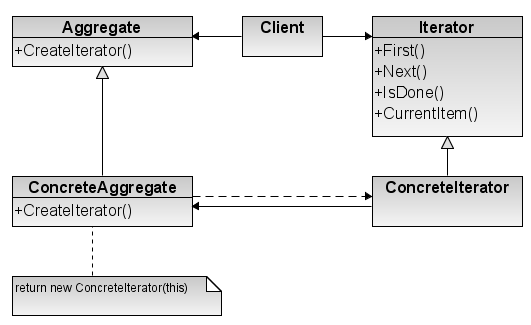
UML діаграма, що описує структуру шаблону проєктування Ітератор

  - визначає інтерфейс для доступу та обходу елементів
- ConcreteIterator
  - реалізує інтерфейс класу Iterator;
  - слідкує за поточною позицією під час обходу агрегату;
- Aggregate
  - визначає інтерфейс для створення об'єкта-ітератора;
- ConcreteAggregate
  - реалізує інтерфейс створення ітератора та повертає екземпляр відповідного класу ConcreteIterator

## Відносини
ConcreteIterator відслідковує поточний об'єкт у агрегаті та може вирахувати наступний.

## Переваги
- Спільний інтерфейс використання
- Перебір колекції

## Недоліки
- Основною проблемою ітераторів є те, що реалізація ітераторів може бути складною

## Реалізація

### C++
Але щоб ітератор працював із стандартними алгоритмами, варто унаслідувати його від стандартних:
```
class
 
Iterator
 
:
 
public
 
iterator
<
bidirectional_iterator_tag
,
double
>

```

### C#
В мові програмування C# шаблон ітератор є вбудованим, його використання можливе за допомогою оператору foreach, за умови, що відповідна колекція реалізує інтерфейс IEnumerable.
Наприклад:
```
string
[]
 
strings
 
=
 
new
 
string
[]
 
{
 
"one"
,
 
"two"
,
 
"three"
 
};

foreach
 
(
string
 
str
 
in
 
strings
)

{

    
Console
.
WriteLine
(
str
);

}

```

Таку форму запису можна замінити на більш низько-рівневу, але еквівалентну:
```
string
[]
 
strings
 
=
 
new
 
string
[]
 
{
 
"one"
,
 
"two"
,
 
"three"
 
};

IEnumerator
 
enumerator
 
=
 
strings
.
GetEnumerator
();

while
 
(
enumerator
.
MoveNext
())

{

    
Console
.
WriteLine
((
string
)
enumerator
.
Current
);

}

```

### Python
Python визначає синтаксис для ітераторів як частину самої мови, так що ключові слова мови, такі як for, працюють з тим, що Python називає ітераторами. Ітератор має метод __iter__(), який повертає об'єкт ітератора. «Протокол ітератора» вимагає, щоб next() повернув наступний елемент або викликав виключення StopIteration після досягнення кінця послідовності елементів ітератора. Ітератори також надають метод __iter__(), який повертає себе, щоб їх також можна було повторити; наприклад, за допомогою циклу for. Генератори доступні з версії 2.2.
У Python 3 next() було перейменовано на __next__().